# Pere Belmonte Rincón
Pere Belmonte Rincón, més conegut com a Piti (Barcelona, 13 de setembre de 1973) és un exfutbolista i entrenador de futbol català.

## Trajectòria com a jugador
Piti es va formar a les categories inferiors del CE Sabadell FC. Com a amateur, va debutar la temporada 1991-92 al Sabadell FC, filial del Centre d'Esports, que jugava a Primera Catalana. La temporada 1992-93 va alternar el filial amb el primer equip sabadellenc, debutant a Segona Divisió A. Aquella temporada va ser nefasta per al club arlequinat, que va baixar a Segona B al camp i a Tercera Divisió per motius econòmics.
Tanmateix, el descens del Sabadell a Tercera es va convertir en una oportunitat per al jove Piti, consolidant-se en un equip que es va proclamar campió del grup català de Tercera i va aconseguir pujar a Segona B. A partir d'aquí Piti sempre jugarà a la categoria de bronze, amb l'excepció de mitja temporada a Segona A amb el Lleida.
La bona actuació de Piti al Sabadell va captar l'atenció del València CF, que va fitxar el jugador per al seu equip filial. La temporada següent Piti va jugar al CP Almería.
L'estiu de 1996 Piti va tornar al Sabadell, club amb el qual va jugar dues temporades. Posteriorment, va militar quatre temporades a les files de la UE Figueres i una a l'Hèrcules CF.
L'any 2003 Piti fitxa pel Lleida, aconseguint l'ascens a Segona Divisió A en un memorable partit contra el Celta de Vigo B. La temporada següent a la categoria de plata, Piti no gaudeix de gaires oportunitats i al mercat d'hivern fitxa per l'Algeciras CF.
Piti continua la seva trajectòria jugant una temporada al Terrassa FC. La temporada següent prova sort al Real Jaén CF, però al mercat d'hivern torna a Catalunya per disputar la segona volta amb el CF Badalona. L'estiu de 2007 Piti fitxa pel CF Gavà, on es mantindrà dos anys.
La temporada 2009-10 Piti fitxa per la UDA Gramenet. L'equip colomenc passava per una greu crisi institucional, amb greus enfrontaments entre l'entrenador Toni Rovira i el patrocinador Tony Thompson. Això va provocar la destitució de Rovira, i Piti va penjar les botes per passar a ser el nou entrenador de l'equip. L'últim partit de Piti com a jugador va ser contra el Terrassa FC, el 21 de febrer de 2010.

## Trajectòria com a entrenador
Piti va agafar la Gramenet situada en 9a posició i a 10 punts del descens. El seu primer partit a la banqueta va ser al camp del València Mestalla. La greu crisi institucional de la Gramenet va provocar endarreriments en les nòmines dels jugadors i un ambient molt enrarit. Tot i això, l'equip va donar la cara i la Grama es va salvar del descens a Tercera, acabant en 15a posició. A final de temporada, Piti va decidir marxar, vista la precària situació econòmica de la Gramenet.
La temporada 2010-2011 l'equip egarenc del CP San Cristóbal va tenir un inici de lliga nefast, amb només 3 punts en 13 jornades. L'entrenador Alberto Martín va ser destituït i Piti va ser cridat per ocupar el seu lloc. Els blanc-i-blaus van protagonitzar una remuntada espectacular, salvant-se del descens a tres jornades pel final i acabant la lliga en una meritòria 13a posició amb 46 punts. El balanç de Piti a la banqueta del San Cristóbal va ser de 13 victòries, 4 empats i 8 derrotes.
El "miracle" del San Cristóbal va captar l'atenció del nou president de la Unió Esportiva Sant Andreu, Manuel Camino, i Piti va fitxar pel club andreuenc de cara a la temporada 2011-12. La retallada dràstica en el pressupost va provocar una total renovació de l'equip quadribarrat, que només va mantenir 5 jugadors de la temporada anterior. Piti va conformar un equip jove amb jugadors de la casa (tots són catalans, a excepció de tres balears). L'inici de la temporada no va ser gaire bo, amb dues derrotes en els partits inicials, però l'equip ha anat acoblant-se i després de 10 jornades el Sant Andreu ocupa la 7a posició de la taula.